# Șovkove, Barîșivka
Șovkove (în ucraineană Шовкове) este un sat în comuna Voloșînivka din raionul Barîșivka, regiunea Kiev, Ucraina.

## Demografie
Componența lingvistică a localității Șovkove
     Ucraineană (96,49%)
     Rusă (3,51%)
Conform recensământului din 2001, majoritatea populației localității Șovkove era vorbitoare de ucraineană (96,49%), existând în minoritate și vorbitori de rusă (3,51%).